# KiraKira☆光之美少女 A La Mode 清脆出爐！回憶的法式千層酥！
KiraKira☆光之美少女 A La Mode 清脆出爐！回憶的法式千層酥！（電影 KiraKira☆光之美少女 A La Mode 清脆出爐！回憶的法式千層酥！）是一部於2017年10月28日在日本上映的電影。

## 電影概要
- 本作也是繼2010年《光之美少女：甜蜜天使！》劇場版《電影 光之美少女：甜蜜天使！：超級時尚秀在花之都...真的嗎！？》之後，第二部將故事發生地放在法國首都巴黎的光之美少女劇場版作品。
- 本作更是光之美少女單獨劇場版（也是平成最後一部[註 1]）中首次有前作光之美少女登場的作品[註 2]。
- 本作亦與本篇第37話有著劇情上的連動[註 3]。

### 故事簡介
一花一行人帶著她們的閃閃甜點鋪去到巴黎參加甜品大賽，在大賽會場遇到了夏爾的師傅讓－皮埃爾·澤貝斯坦。正當大家打算製作夏爾與讓－皮埃爾制作過的法式千層酥，作為大賽的參賽作品時，巴黎所有甜品師突然遭受了謎之怪物的襲擊，使巴黎的街道與建築變成了甜品，為了阻止危機進一步擴大，光之美少女展開了行動……

### 登場人物
讓-皮埃爾·澤貝斯坦（Jean-Pierre Zylberstein）
配音：尾上松也（日本）；吳愷笛（台灣）
本作主角，綺羅星夏爾（綺羅鈴）在巴黎修行期間教導其甜點製作手藝的法國籍師傅，對甜點製作有著極高的熱情，但因為其製作的甜品太過于瘋狂及驚世駭俗而長期被主流甜品界排斥，至今仍然過著極端貧困的生活。
一直都奉行著「不收徒主義」的斷言，從來沒有收過任何徒弟，但卻破例借出自己的工房給夏爾用作她修習甜點製作之用。
於本篇第22話出現在綺羅鈴的回憶中。
於本篇第37話正式登場，該話中他當面拒絕了索萊娜讓其前往「MON TRESOR」的工作邀請。
本劇場版中他因為以前偶然在書店中發現了一本記載了究極甜品的古老甜點書而沉醉其中走火入魔，導致他被躲藏在書里的妖怪庫克從幕後操縱替其製作究極甜品，最後更被庫克推入了究極甜品怪物之中成為其大腦。但後來他在品嘗了夏爾與眾人親手製作的回憶法式千層酥之後重新回想起了自己當時與夏爾一起製作甜品的那些日子，從而擺脫庫克控制恢復正常。
本劇場版最後他在重新建成的板房式工房里製作法式千層酥。
庫克（Cook）
配音：悠木碧（日本）
本作頭號反派，長相酷似人偶，真正身份是一個寄宿在一本記載了究極甜品的古老甜點書中的妖怪，對長期忽視自己才能的社會抱持著極端的仇視。
本劇場版中她暗中從幕後操縱讓-皮埃爾替自己完成究極甜品并利用完成的究極甜品怪物將整個巴黎和世界都變成甜品，在讓-皮埃爾被光之美少女眾人救出之後失去理智的她自己跳入究極甜品怪物之中企圖消滅光之美少女，但最終被全體光之美少女以合體必殺技「光之美少女 動物迴旋 完美回憶」打敗并徹底淨化之後死去，化為灰塵消失。
本劇場版最後她轉生成為一名小女孩，在讓-皮埃爾的板房式工房前偷看其製作法式千層酥，甚至在片尾曲以實習廚師的身分接受讓-皮埃爾的指導做甜點。
以上兩人於本篇第48話借出自己的閃閃能量給光之美少女時再次出現（庫克則是以轉生姿態出現）。
攪拌器怪物
配音：真木駿一（日本）
究極甜品怪物
配音：吉田有里（日本）
餅乾飛龍（Cookie Dragon）
配音：真木駿一（日本）

## 主題曲
片頭曲

作詞：大森祥子，作・編曲：大竹智之，主唱：駒形友梨
片尾曲

作詞：藤本記子（Nostalgic Orchestra），作・編曲：三好啟太，主唱：駒形友梨&宮本佳那子
插入曲

作詞・作曲・編曲：三好啟太，主唱：奶油天使（美山加戀）、卡士達天使（福原遙）、冰淇淋天使（村中知）、馬卡龍天使（藤田咲）、巧克力天使（森奈奈子）、聖代天使（水瀨祈）

## 外部連結
- 映画キラキラ☆プリキュアアラモード （页面存档备份，存于）
- 映画キラキラ☆プリキュアアラモード的X（前Twitter）